# Nontron
Nontron é uma comuna francesa na região administrativa da Nova Aquitânia, no departamento Dordonha. Estende-se por uma área de 24,71 km². Em 2010 a comuna tinha 3 179 habitantes (densidade: 128,7 hab./km²).